# Jean-Louis Wensel
Johannes Diedrich Friedrich Wensel, genannt Jean-Louis Wensel (* 12. Februar 1825 in Mölln; † 1. Juli 1899 in Berlin), war ein deutscher Fotograf, Porträt- und Landschaftsmaler.

## Leben
Jean-Louis Wensel wurde 1825 in der lauenburgischen Stadt Mölln geboren, als Sohn des Malers Johann Hinrich Wensel und dessen Frau Josephine Rose Augustine, geb. Fleuret. Nach der Schulzeit absolvierte er ab 1839 eine Malerlehre bei seinem Vater. Von 1851 bis 1854 folgte ein Kunststudium an der Königlich Dänischen Kunstakademie in Kopenhagen. Neben dem Studium war als Blumenmaler in der Königlichen Porzellanmanufaktur Kopenhagen tätig. Ab 1855 war er wieder Bürger von Mölln, 1856 heiratete er Wilhelmine Johanna Harring (1829–1900) aus Sehestedt. Im selben Jahr verzog er nach England, wo er in London bis 1867 als Porträtfotograf tätig war. 1857 wurde die gemeinsame Tochter Thorwalda Johanna († 1934) geboren. In die Londoner Zeit fällt eine Expeditionsreise nach Siam. Den Jahren in England folgten von 1869 bis 1870 Aufenthalte in der Schweiz und Italien mit Wohnsitzen in Basel und Mülhausen im Elsass. 1871 kam der Umzug nach Hamburg, hier wurde er Mitglied im Hamburger Künstlerverein von 1832. Die letzte Station war ab 1878 Berlin, wo er besonders als Porträtmaler „für höchste Kreise“ in Erscheinung trat.
Das Kreismuseum Herzogtum Lauenburg verwahrt in seinem Bestand etwa 360 Werke des Malers.

## Werke (Auswahl)
- Porträt des Grafen Orsini. 1856, Öl auf Leinwand, 91,5 × 76,5 cm, Kreismuseum Herzogtum Lauenburg
- Die Flucht nach Ägypten.[2]
- Fragmente.[2]
- 11 Panoramabilder über die Zweite Deutsche Nordpolar-Expedition in den Jahren 1869–1870.[3]

Die in 4½ Jahren, 1872 – Herbst 1876, entstandenen Nordpol-Gemälde wurden zunächst im Winter in Hamburg, dann am 22. Juli 1877 in Wiesbaden im Kurhaus, schließlich in der Kaisergalerie in Berlin ausgestellt, wo sie das Wohlwollen Kaiser Wilhelms I. hervorriefen. Wilhelm II. ließ sie später für die Marinesammlung des Institutes für Meeresbiologie in Berlin ankaufen.

## Ausstellungen
- 1999: Sonderausstellung anlässlich des 100. Todestages, Kreismuseum Herzogtum Lauenburg in Ratzeburg